# Sven Winter
Sven Winter (Friburgo em Brisgóvia, 21 de junho de 1998) é um jogador de vôlei de praia alemão.

## Carreira
No vôlei de quadra (indoor) atuou pelo FT 1844 Freiburger, e desde 2010 já competia também no vôlei de praia.No período de 2014 a 2016 foi jogador do VYS Friedrichshafen. 
Com Julius Thole conquistou o título do Campeonato Europeu Sub-18 realizado em Kristiansand.
Em 2017 começou a competir ao lado de Alexander Walkenhorst e na jornada de 2018  atuaram no circuito mundial na conquista do bronze no torneio tres estrelas da Ilha de Kish.Juntos alcançaram no Circuito Mundial de 2019 o quarto lugar no Kuala Lumpur, categoria tres estrelas, e na categoria duas estrelas conquistaram o bronze no Aberto de Aydın.

## Títulos e resultados
- Torneio 3* de Kish do Circuito Mundial de Vôlei de Praia:2018
- Torneio 2* de Aydın do Circuito Mundial de Vôlei de Praia:2018
- Torneio 3* de Kuala Lumpur do Circuito Mundial de Vôlei de Praia:2019